# Siphonoecetes conchicola
Siphonoecetes conchicola är en kräftdjursart. Siphonoecetes conchicola ingår i släktet Siphonoecetes och familjen Ischyroceridae. Inga underarter finns listade i Catalogue of Life.